# Чемпионат Дании по велокроссу
Чемпионат Дании по велокроссу — национальный чемпионат Дании по велокроссу. Проводится Велоспортивным союзом Дании. За победу в дисциплинах присуждается майка в цветах национального флага (на илл.).

## История
Впервые чемпионат состоялся в 1970 году среди мужчин в категории Любители. Первым победителем стал Эгон Лаурсен.
С 1976 года добавилась категория Элита.
До 1994 года элитная категории была открытой — в ней вместе в единой гонке соревновались профессионалы и любители. Одновременно с этим с 1976 по 1994 год по результатам совместной гонки также определялись победители среди профессионалов и любителей. Это различие было важно только для отбора гонщиков на чемпионат мира. В списке победителей ниже представлены призёры открытого чемпионата в этот период.
Первый чемпионат среди женщин в категории Элита состоялся в 1990 году. Его победительницей стала Гитте Хьортфлод.
По состоянию на 2024 год рекордсменом среди мужчин является является Хенрик Джернис, одержавший 16 побед, из них 14 подряд. Среди женщин рекорд побед удерживает Каролин Боэ, одержавшая 6 побед, из них 5 подряд.

## Призёры

### Мужчины
| Год  | Победитель          | Второй               | Третий               |
| ---- | ------------------- | -------------------- | -------------------- |
| 1970 | Эгон Лаурсен        | Eigil Sørensen       | Йёрген Хансен        |
| 1971 | Хеннинг Расмуссен   | Лейф Йёргенсен       | Eigil Sørensen       |
| 1972 | Eigil Sørensen      | Оле Боррегор         | Хеннинг Расмуссен    |
| 1973 | Лейф Йёргенсен      | Йёрген Хансен        | Финн Андерсен        |
| 1974 | Лейф Йёргенсен      | Финн Андерсен        | Jan Høegh            |
| 1975 | Лейф Йёргенсен      | Benny Pedersen       | Гуннар Вангсгор      |
| 1976 | Лейф Йёргенсен      | Benny Pedersen       | Гуннар Вангсгор      |
| 1977 | Лейф Йёргенсен      | Eigil Sørensen       | Гуннар Вангсгор      |
| 1978 | Лейф Йёргенсен      | Алан Мёллер          | Пер Брейнхольт       |
| 1979 | Лейф Йёргенсен      | Eigil Sørensen       | Пол Андерсен         |
| 1980 | Алан Мёллер         | Лейф Йёргенсен       | Пол Андерсен         |
| 1981 | Алан Мёллер         | Лейф Йёргенсен       | Пол Андерсен         |
| 1982 | Алан Мёллер         | Лейф Йёргенсен       | Пол Андерсен         |
| 1983 | Алан Мёллер         | Лейф Йёргенсен       | Пол Андерсен         |
| 1984 | Алан Мёллер         | Пол Андерсен         | Ян Эстергор          |
| 1985 | Хенрик Дьернис      | Ян Эстергор          | Пол Андерсен         |
| 1986 | Хенрик Дьернис      | Алан Мёллер          | Ян Аксель Аалинг     |
| 1987 | Хенрик Дьернис      | Алан Мёллер          | Арне Йоргенсен       |
| 1988 | Хенрик Дьернис      | Бенни Кьельби        | Микаэль Йёргенсен    |
| 1989 | Хенрик Дьернис      | Микаэль Йёргенсен    | Алан Мёллер          |
| 1990 | Хенрик Дьернис      | Микаэль Йёргенсен    | Эрнст Хансен         |
| 1991 | Хенрик Дьернис      | Микаэль Йёргенсен    | Томас Норуп Йенсен   |
| 1992 | Хенрик Дьернис      | Микаэль Йёргенсен    | Ян Эстергор          |
| 1993 | Хенрик Дьернис      | Ян Эстергор          | Питер Фальдт-Йенсен  |
| 1994 | Хенрик Дьернис      | Микаэль Йёргенсен    | Марк Тьюн Мэдсен     |
| 1995 | Хенрик Дьернис      | Ян Эстергор          | Микаэль Йёргенсен    |
| 1996 | Хенрик Дьернис      | Микаэль Йёргенсен    | Йеспер Агергор       |
| 1997 | Хенрик Дьернис      | Йеспер Агергор       | Клаус Пуггор Нильсен |
| 1998 | Хенрик Дьернис      | Ян Эстергор          | Микаэль Расмуссен    |
| 1999 | Йеспер Агергор      | Томас Кристиан Бонне | Хенрик Дьернис       |
| 2000 | Хенрик Дьернис      | Томас Кристиан Бонне | Клаус Пуггор Нильсен |
| 2001 | Хенрик Дьернис      | Кристиан Барнехов    | Томас Норуп Йенсен   |
| 2002 | Ким Петерсен        | Томми Нильсен        | Томас Кристиан Бонне |
| 2003 | Томми Нильсен       | Томас Кристиан Бонне | Joachim Parbo        |
| 2004 | Ким Петерсен        | Томми Нильсен        | Joachim Parbo        |
| 2005 | Ким Петерсен        | Томми Нильсен        | Joachim Parbo        |
| 2006 | Joachim Parbo       | Андерс Клинкби       | Кристиан Поульсен    |
| 2007 | Joachim Parbo       | Томми Нильсен        | Кристиан Поульсен    |
| 2008 | Кристиан Поульсен   | Joachim Parbo        | Томми Нильсен        |
| 2009 | Joachim Parbo       | Кристиан Поульсен    | Томми Нильсен        |
| 2010 | Joachim Parbo       | Томми Нильсен        | Кеннет Хансен        |
| 2011 | Кеннет Хансен       | Joachim Parbo        | Томми Нильсен        |
| 2012 | Кеннет Хансен       | Йонас Педерсен       | Томми Нильсен        |
| 2013 | Кеннет Хансен       | Йонас Педерсен       | Томми Нильсен        |
| 2014 | Йонас Педерсен      | Кеннет Хансен        | Joachim Parbo        |
| 2015 | Беньямин Юстесен    | Сёрен Ниссен         | Joachim Parbo        |
| 2016 | Симон Андреассен    | Кеннет Хансен        | Клаус Нильсен        |
| 2017 | Симон Андреассен    | Себастьян Фини       | Кеннет Хансен        |
| 2018 | Себастьян Фини      | Кеннет Хансен        | Нильс Расмуссен      |
| 2019 | Себастьян Фини      | Кеннет Хансен        | Joachim Parbo        |
| 2020 | Себастьян Фини      | Йонас Линдберг       | Лассе Лаугесен       |
| 2021 | Себастьян Фини      | Йонас Линдберг       | Ян Милленниум        |
| 2022 | Симон Андреассен    | Gustav Frederik Dahl | Карл-Эрик Розендаль  |
| 2023 | Себастьян Фини      | Густав Ван           | Тобиас Лиллелунн     |
| 2024 | Daniel Weis Nielsen | Бьёрн Андреассен     | Карл-Эрик Розендаль  |
| 2025 |                     |                      |                      |

### Женщины
| Год  | Победитель                  | Второй                      | Третий                      |
| ---- | --------------------------- | --------------------------- | --------------------------- |
| 1990 | Гитте Хьортфлод             |                             |                             |
| 1991 | Sanne Schmidt               | Карен Якобсен               | Мария Нибо                  |
| 1997 | Лотте Шмидт                 | Карен Якобсен               |                             |
| 2000 | Карен Якобсен               |                             |                             |
| 2002 | Метте Андерсен              | Карен Якобсен               | Лис Якобсен                 |
| 2003 | Метте Андерсен              | Nadine Bruhn                | Карен Якобсен               |
| 2004 | Nadine Bruhn                | Карен Якобсен               | Лис Якобсен                 |
| 2005 | Метте Андерсен              | Янни Вестергор Нильсен      | Карен Якобсен               |
| 2006 | Julie Bollerup Hansen       | Янни Вестергор Нильсен      | Нина Ховн Либ               |
| 2007 | Карен Якобсен               | Николь Хансен               | Ми Брикс Хансен             |
| 2008 | Николь Хансен               | Мария Крузе                 | Биргитте Бернт Нильсен      |
| 2009 | Николь Хансен               | Биргитте Бернт Нильсен      | Trine Lorentzen             |
| 2010 | Николь Хансен               | Метте Андерсен              | Биргитте Бернт Нильсен      |
| 2011 | Анника Лангвад              | Margriet Helena Kloppenburg | Николь Хансен               |
| 2012 | Николь Хансен               | Margriet Helena Kloppenburg | Сигне Д. Страндвиг          |
| 2013 | Margriet Helena Kloppenburg | Катрин Граш                 | Хелле Квортруп Бахманн      |
| 2014 | Анника Лангвад              | Margriet Helena Kloppenburg | Катрин Граш                 |
| 2015 | Анника Лангвад              | Хелле Хаугард Йессен        | Катрин Граш                 |
| 2016 | Каролин Боэ                 | Мелене Дегн                 | Margriet Helena Kloppenburg |
| 2017 | Мелене Дегн                 | Каролин Боэ                 | Mie Saabye                  |
| 2018 | Мелене Дегн                 | Каролин Боэ                 | Кристина Трейн              |
| 2019 | Каролин Боэ                 | Viktoria Smidth Knudsen     | Сигне Кох                   |
| 2020 | Каролин Боэ                 | Анн-Софи Нёргор             | Мари Барбара Холм           |
| 2021 | Каролин Боэ                 | Софи Педерсен               | Сигне Кох                   |
| 2022 | Каролин Боэ                 | Сесилия Кристофферсен       | Мие Нордлунн Педерсен       |
| 2023 | Каролин Боэ                 | Ann-Dorthe Lisbygd          | Анн-Софи Нёргор             |
| 2024 | Ann-Dorthe Lisbygd          | Анн-Софи Нёргор             | Мие Нордлунн Педерсен       |
| 2025 |                             |                             |                             |